# IBD Deisenroth Engineering
IBD Ingenieurbüro Deisenroth (engl. IBD Deisenroth Engineering) war ein deutsches Unternehmen mit Sitz in Lohmar, das sich auf die Entwicklung und Produktion von Schutzsystemen für militärische Fahrzeuge spezialisiert hatte. Dabei wurden sowohl passive als auch aktive Systeme hergestellt.
Das Unternehmen wurde zum 1. Juni 2019 vollständig von Rheinmetall übernommen und mit der Rheinmetall Chempro GmbH und der Rheinmetall Ballistic Protection GmbH Teil der Rheinmetall Protection Systems GmbH (RPS).
Die Firma war auch als Ingenieurbüro Deisenroth oder kurz IBD bekannt und als IBD Holding GmbH registriert. Das Unternehmen befand sich im Besitz der Familie Deisenroth.

## Geschichte und Unternehmensstruktur
Das Ingenieurbüro Deisenroth wurde 1981 als Ingenieur- und Entwicklungsbüro gegründet. Basis für die Entwicklungstätigkeit war die Entwicklung eines neuen Sprengstoffes für Reaktivpanzerung. In den Jahren 1981 bis 1989 erfolgten Auftragsentwicklungen für die Bundeswehr und damit für das Bundesamt für Wehrtechnik und Beschaffung (BWB).
1991 wurde die Firma Chempro als Produktionsunternehmen neben dem reinen Entwicklungsunternehmen IBD gegründet. Seit Anfang des Jahres 2007 befanden sich 51 Prozent der Anteile von Chempro im Besitz von Rheinmetall Defence, die das Unternehmen im Bereich Rheinmetall Waffe Munition als Rheinmetall Chempro GmbH führt.
Im Jahr 1994 wurde die MEXAS-Schutztechnologie vorgestellt. In den Jahren 2000 bis 2006 erfolgte die Weiterentwicklung, die in der Vorstellung der AMAP-Produktfamilie resultierte. Die AMAP wurde nach dem neuen NATO-Standard 4569 beziehungsweise AEP 55 entwickelt.
Zur besseren Vermarktung der Produkte und Nähe zu den jeweiligen Kunden wurden verschiedene Tochtergesellschaften gegründet: So wurde 2001 EODC in Kanada, 2003 EODH in Griechenland gegründet und im Jahr 2004 AST in Frankreich. Im Jahr 2003 wurde bereits das schwedische Unternehmen Åkers Krutbruk Protection AB erworben.
2007 gründeten IBD Deisenroth und Rheinmetall Defence die ADS Gesellschaft für aktive Schutzsysteme mbH (ADS Protection). ADS ist dabei für die Weiterentwicklung des aktiven Fahrzeugschutzes, das heißt von abstandsaktiven Schutzmaßnahmen als Hardkill-System „AMAP-ADS“, verantwortlich. Zunächst hielt IBD dabei 75 Prozent der Anteile am Unternehmen und Rheinmetall 25 Prozent. Anfang 2011 stockte Rheinmetall seine Geschäftsanteile auf 74 Prozent auf.

## Produkte
Das Unternehmen stellte zwei Hauptprodukte für die passive und aktive Sicherheit von gepanzerten Fahrzeugen her:
MEXAS (Modular Expandable Armour System): Ein passives Schutzsystem, das insbesondere zur Nachrüstung an bestehenden Fahrzeugen geeignet ist. MEXAS wird beispielsweise beim Leopard 2, ATF Dingo, ASCOD oder bei der Panzerhaubitze 2000 eingesetzt.
AMAP (Advanced Modular Armour Protection): Ein modulares Schutzsystem, das passive und aktive Schutzmaßnahmen in vielen Stufen kombiniert. Das AMAP beruht zum Teil auf keramischen Nanoteilchen, die eine leichte und gleichzeitig widerstandsfähige Panzerung ergeben. Der Schützenpanzer CV90 und das Patria AMV wurden bereits mit AMAP ausgerüstet. Auch der neue deutsche Schützenpanzer Puma soll damit geschützt werden.